# Seznam zápasů slovenské a běloruské hokejové reprezentace
Toto je seznam zápasů slovenské a běloruské hokejové reprezentace na MS a Zimních olympijských hrách.

## Mistrovství světa v ledním hokeji
| Datum     | Číslo | Slovensko | Výsledek | Zápas      | MS   | Místo     | Branky Slovenska                                                                 |
| --------- | ----- | --------- | -------- | ---------- | ---- | --------- | -------------------------------------------------------------------------------- |
| 30.4.2005 | 1     | Slovensko | 2:1      | ZS         | 2005 | Vídeň     | Marián Hossa • Marián Gáborík                                                    |
| 6.5.2006  | 2     | Slovensko | 1:2      | ZS         | 2006 | Riga      | Ivan Čiernik                                                                     |
| 6.5.2007  | 3     | Slovensko | 4:3      | osmifinále | 2007 | Mytišči   | 2x Marián Gáborík • Zdeno Chára • Pavol Demitra                                  |
| 26.4.2009 | 4     | Slovensko | 1:2 SN   | ZS         | 2009 | Kloten    | Marcel Hossa                                                                     |
| 11.5.2010 | 5     | Slovensko | 4:2      | ZS         | 2010 | Kolín     | 2x Milan Bartovič • Ivan Čiernik • Marek Zagrapan                                |
| 12.5.2012 | 6     | Slovensko | 5:1      | ZS         | 2012 | Helsinky  | Andrej Sekera • Branko Radivojevič • Michel Miklík • Tomáš Kopecký • Juraj Mikúš |
| 3.5.2015  | 7     | Slovensko | 2:1 PP   | ZS         | 2015 | Ostrava   | 2x Andrej Meszároš                                                               |
| 11.5.2016 | 8     | Slovensko | 2:4      | ZS         | 2016 | Petrohrad | Andrej Sekera • Tomáš Jurčo                                                      |
| 15.5.2018 | 9     | Slovensko | 7:4      | ZS         | 2018 | Kodaň     | 2x Martin Bakoš • 2x Tomáš Jurčo • Marek Hovorka • Marek Ďaloga • Michal Krištof |
| 21.5.2021 | 10    | Slovensko | 5:2      | ZS         | 2021 | Riga      | 2x Kristián Pospíšil • 2x Peter Cehlárik • Marek Hrivík                          |

## Zimní olympijské hry
| Datum | Číslo | Slovensko | Výsledek | Zápas | ZOH                   | Místo | Branky Slovenska |
| ----- | ----- | --------- | -------- | ----- | --------------------- | ----- | ---------------- |
|       | 1     |           | x:x      |       | bez odehraného zápasu |       |                  |